# Hyster-Yale
Hyster-Yale Materials Handling, Inc., (NYSE: HY) er en amerikansk producent af gaffeltrucks og teleskoplæssere. Deres produkter sælges primært igennem Hyster og Yale. Virksomheden blev etableret i 2012 ved et spin-off fra Nacco Industries. Fra 2002 til 2012 var det et separat drevet selskab i Nacco-koncernen. Deres årsomsætning er på 3,1 mia. $, og de har 7.900 ansatte.